# Galassia di Seyfert
Le galassie di Seyfert sono una classe di nuclei galattici attivi (AGN) che presentano righe spettrali da gas ad alta ionizzazione, scoperti dall'astrofisico Carl Keenan Seyfert nel 1943.

## Classificazione
Nel 1943 Carl Seyfert completò uno studio su un campione di sei galassie selezionate dal catalogo dell'Osservatorio di Monte Wilson. Paragonate alle normali galassie, tali oggetti presentavano alcune peculiarità; sebbene la maggioranza di esse fossero spirali, le loro regioni centrali mostravano una luminosità ben più elevata del normale e righe larghe in emissione, cosa inusuale per le galassie. Per questo furono subito considerate una classe a parte di oggetti, aventi in comune il nucleo semistellare e le righe di emissione. Un'indagine ricognitiva effettuata da B. E. Markarian (1963) portò alla scoperta di molte altre galassie di Seyfert, e ad un nuovo sistema di classificazione, basato esclusivamente sulla presenza o meno delle righe di emissione. 

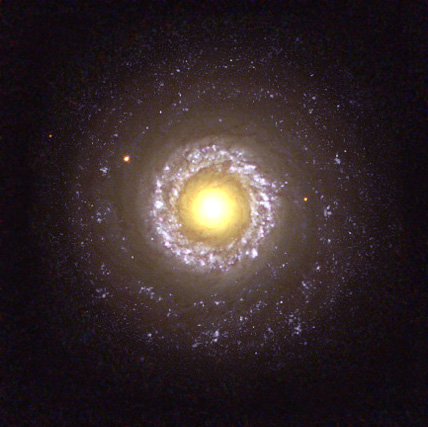
La galassia di Seyfert NGC 7742.

Nel 1974 esse furono suddivise in due classi distinte, dette Seyfert-1 e Seyfert-2. Negli spettri delle galassie Seyfert-1 si osservavano due tipi di righe permesse e proibite. Le prime erano molto larghe, con larghezza a metà altezza (FWHM) corrispondente a velocità fra 1 000 e 10000 km/s. Le righe proibite invece erano più strette, e la loro velocità corrispondente era al massimo 1000 km/s. Nelle Seyfert-2, invece, le righe proibite e quelle permesse mostravano proprietà simili, con velocità tutte nell'ordine di 1000 km/s. In generale righe con caratteristiche simili si originano nella stessa zona della galassia, di conseguenza si pensò che nelle Seyfert-2 entrambi i tipi di righe avessero origine nella stessa regione del nucleo, mentre nelle Seyfert-1 righe proibite e permesse si formassero in due zone diverse della galassia.
La presenza di righe molto larghe fece supporre l'esistenza di una regione che divenne poi nota come Broad Line Region (BLR), ovvero Regione delle righe larghe; attualmente si pensa che la fotoionizzazione nelle nubi della BLR sia dovuta ad un disco di accrescimento molto caldo attorno alla sorgente centrale. Le righe più strette provengono invece dalla regione nota come Narrow Line Region (NLR), o Regione delle righe strette, posta a distanza maggiore dal centro. Lo sviluppo della spettroscopia mostrò che anche alcune delle righe permesse hanno due componenti; esse sono infatti formate da una parte centrale stretta ed intensa sovrapposta ad ali larghe ma molto più deboli. Per tenere conto di questo, la classificazione fu estesa a classi intermedie di Seyfert, come Seyfert-1.5, 1.8 e 1.9. Questo nuovo schema implicava che le galassie di tipo 2 non avessero la BLR, ma in seguito fu dimostrato che almeno in alcune di esse tale regione era presente, sebbene fosse visibile solo in luce polarizzata.

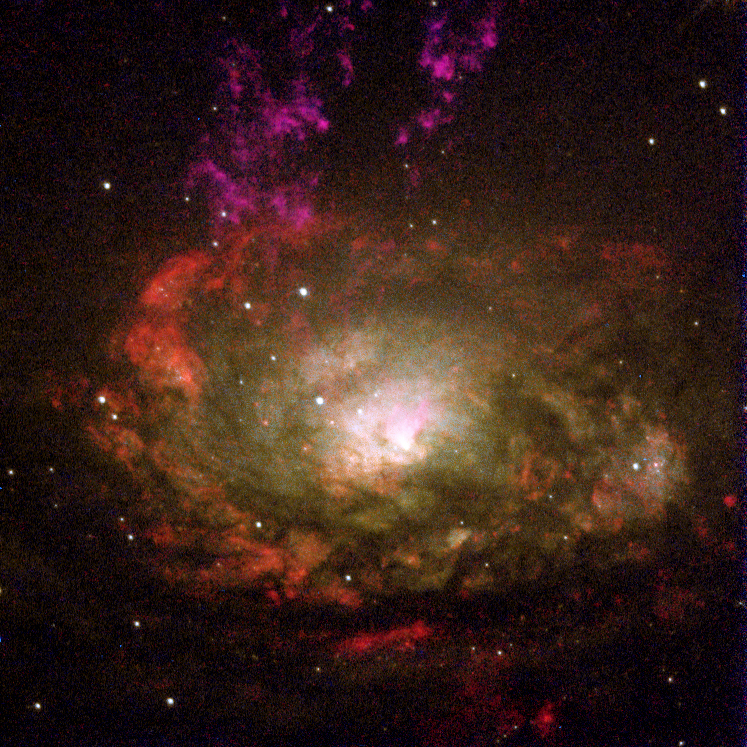
Galassia spirale di Seyfert di tipo 2 nella costellazione del Compasso

Questa scoperta fondamentale fu determinante per la formulazione di un modello unificato.
Di fatto nelle Seyfert-2 la BLR è oscurata da polveri concentrate in una regione sufficientemente piccola per far sì che la NLR resti visibile. Una struttura geometrica che corrisponde bene a questa ipotesi è quella di un toro che circonda il nucleo. Le differenze fra le diverse classi di Seyfert sono probabilmente dovute ad un semplice effetto di proiezione.
In generale le Seyfert sono considerate una classe intermedia di nuclei galattici attivi, e costituiscono una piccola percentuale delle galassie. La loro luminosità varia da 5×1012 {\displaystyle L_{\odot }} per quelle più brillanti, con energie paragonabili a quelle dei quasar (1×1044 erg/s), mentre quelle più deboli, con luminosità pari a 1×1011 {\displaystyle L_{\odot }}, si confondono con la classe delle LINER (Low Ionization Emission Line Region). Per distinguere le galassie di Seyfert dalle LINER si utilizzano i diagrammi diagnostici proposti da Veilleux e Osterbrock (1987). Le Seyfert tendono a concentrarsi nei primi tipi morfologici, Sa ed Sb, mentre più raramente sono Sc. Le Seyfert ellittiche sembrano essere poco frequenti.
Si ipotizza che la sorgente energetica centrale di tutti i tipi di nuclei galattici attivi (AGN), incluse ovviamente le Seyfert, sia un buco nero supermassiccio, tuttavia le prove della sua esistenza sono esclusivamente indirette: ad esempio la presenza di getti relativistici con un asse stabile, di uno spettro ad alta energia e di una grande luminosità. L'energia rilasciata dal disco di accrescimento del buco nero infatti si allontana sotto forma di getti di materia e di fotoni. In prima approssimazione, l'andamento dello spettro è a legge di potenza con esponente compreso fra 0 e 1, ed è dato da radiazione di sincrotrone e processo auto-Compton. L'intensità del continuo in emissione presenta una crescita dalle lunghezze d'onda più corte (banda X) verso l'ottico, per arrivare ad un picco attorno a 100 µm, e decrescere velocemente nel radio, dove l'emissione è 103 - 104 volte più bassa che nelle galassie radio-brillanti. Infatti le Seyfert sono classificate come radio-quiete.

## Broad Line Region
La regione più interna delle galassie è denominata "Broad Line Region" (BLR), ed è visibile esclusivamente nelle galassie Seyfert-1 e nelle classi intermedie. Le righe larghe presenti sono quelle della serie di Balmer, HeII λ4686, HeI λ5876 nell'ottico, e nell'ultravioletto la Lyα, CIV λ1549 e [CIII] λ1909, oltre a MgII λ2800. Tali righe sono dovute alla fotoionizzazione del gas interstellare da parte del continuo prodotto dal disco di accrescimento del buco nero. La densità di queste regioni è necessariamente piuttosto elevata a causa dell'assenza di righe proibite. Poiché il livello di ionizzazione è circa lo stesso per la BLR di tutti gli oggetti, si suppone che la sua dimensione aumenti all'aumentare della luminosità della sorgente. Ad esempio si stima che i quasar, 100 volte più luminosi di una Seyfert, abbiano una BLR 10 volte più grande. Parecchie proprietà fisiche possono essere ricavate dalle righe dello spettro. La densità risulta nell'ordine di 1×1010 cm-3, e la temperatura pari a circa 1×104 K. Un'altra importante proprietà fisica è il parametro di ionizzazione, definito come:
{\displaystyle U={\frac {1}{n_{e}c}}\int _{13.6{\text{ eV}}}^{+\infty }{\frac {F_{\nu }}{h\nu }}d\nu }
Si noti che esso dipende dalla luminosità della sorgente, dalla distanza della nube dal centro e dalla densità numerica degli elettroni liberi. Come dimostrato nel 1990, il parametro si ricava dal rapporto fra l'intensità delle righe [OIII] λ5007 e [OII] λ3727. La luminosità è data dalla combinazione della forza del continuo ionizzante e della forma dello spettro; se esso ha un indice spettrale più basso di -1, la luminosità è dominata da fotoni di alta frequenza che ionizzano il gas. Al momento la stima più verosimile del parametro di ionizzazione nella BLR è circa 2×10−3. 
È possibile fare delle ipotesi sulla distribuzione che il gas della BLR assume. Considerando lo spettro a legge di potenza con indice α = −1, il rapporto fra il flusso di Hα con quello del continuo può essere determinato e paragonato con le osservazioni. Ciò che si osserva è un valore molto più basso rispetto a quello atteso se il gas assorbisse tutta l'energia del continuo, dunque una parte di questa deve necessariamente sfuggire e disperdersi direttamente nello spazio interstellare. L'unico modello accettabile per spiegare questo comportamento è che il gas non sia distribuito in un guscio sferico, ma piuttosto ammassato in nubi. Un problema correlato a quello appena accennato è la conservazione di tali nubi nella BLR; infatti esse dovrebbero espandersi verso l'esterno alla velocità locale del suono e dissiparsi rapidamente. Per ovviare a questo problema, si può ipotizzare che le nubi siano una parte di una struttura più ampia di gas, che con la sua pressione le manterrebbe in posizione. Questo tuttavia contrasta con quanto detto in precedenza, visto che solo le nubi risultano ionizzate. Nemmeno il toro molecolare riesce a spiegare questo confinamento, dunque l'unica conclusione accettabile è che le nubi di gas siano un fenomeno transitorio, che vengono rimpiazzate da materiale in movimento verso la regione centrale dal mezzo circostante. 
La luminosità di una riga è data dall'equazione:
{\displaystyle L=j\cdot V}
Dove j è il coefficiente di emissione della riga, e V il volume occupato dal gas. Poiché la luminosità della riga Hα è legata alla massa del gas emittente e al coefficiente j, si può ricavare la relazione seguente:
{\displaystyle L(H\alpha )=4,3\times 10^{19}n_{e}M_{\odot }}
Dalle osservazioni si ha che la luminosità di Hα per le AGN in generale è compresa fra 1038 e 1044 erg/s; assumendo come densità 1×1010 cm-3, si può ricavare che nelle sorgenti più potenti la massa è soltanto 1×108 {\displaystyle M_{\odot }}, mentre per gli oggetti meno luminosi la massa corrispondente è appena 1 {\displaystyle M_{\odot }}. Tuttavia questo vale nell'approssimazione di uniformità del gas; eliminando questa ipotesi il valore di massa risulta compreso fra 1 e 1×104 {\displaystyle M_{\odot }}. Dalla prima equazione si può ricavare il volume del gas della BLR, che, tenendo conto della sua natura globulare, fornisce un valore minimo di 1 pc. Tale limite inferiore, per una Seyfert-1 debole, si riduce ad appena 3×10−5 pc.

## Toro molecolare
Si è detto che in luce polarizzata fu individuata la presenza della BLR anche in una Seyfert-2, la NGC 1068. Il meccanismo più semplice che spiega questo fenomeno è la presenza di uno specchio di grani di polvere ed elettroni, che rifletta la luce proveniente dalla regione centrale, polarizzandola. Tali polveri sono probabilmente concentrate su di un toro molecolare che circonda la BLR, e che contiene abbastanza materiale da risultare opaco sia ai raggi X duri, non osservati infatti nello spettro delle Seyfert-2, sia ai fotoni ionizzanti provenienti dal disco di accrescimento del buco nero centrale. Le osservazioni forniscono un valore di estinzione massimo di 50 magnitudini, e si calcola che la massa del toro sia pari a circa 109 {\displaystyle M_{\odot }}. 
Essendo composto di molecole, il toro non può trovarsi troppo vicino alle regioni centrali, altrimenti la radiazione dissocerebbe subito i composti, ed inoltre i grani di polvere evaporerebbero. Il raggio minimo sufficiente alla stabilità è di circa un parsec, dunque tale oggetto è molto compatto. La parte interna del toro è ovviamente colpita direttamente dalla radiazione ionizzante, dunque si trova in uno stato completamente dissociato. Le pareti interne evaporano rapidamente, diventando una sorgente di un vento ionizzato di particelle proveniente dal nucleo attivo. Allontanandosi dalla sorgente, il numero di fotoni ionizzanti diminuisce rapidamente, permettendo l'esistenza delle molecole e dei grani di polvere. 
Anche qui, come nella BLR, il gas deve essere concentrato in nubi, altrimenti le alte velocità di rotazione, superiori a 100 km/s, farebbero riscaldare le polveri per attrito, distruggendole. L'orientazione del toro è la causa della differenza fra le varie classi di galassie di Seyfert. Se il suo asse di simmetria è perpendicolare al piano del cielo, le regioni centrali saranno visibili, e l'oggetto ci apparirà come una Seyfert-1. Ad inclinazioni diverse si otterranno le classi intermedie, e quando l'asse si troverà sul piano del cielo, la BLR diventerà invisibile, facendo apparire la galassia come una Seyfert-2.

## Narrow Line Region
La Narrow Line Region (NLR, in italiano: "regione a linea stretta") è la regione situata fra 10 pc e 1 KPc di distanza dal nucleo galattico attivo, presente in tutte le tipologie di Seyfert. I valori di velocità osservati dalla larghezza a metà altezza (FWHM) delle righe sono molto variabili, sebbene restino al di sotto o raggiungano al massimo il migliaio di chilometri al secondo. La presenza di righe proibite nello spettro della NLR indica immediatamente che la densità è abbastanza bassa se paragonata a quella delle regioni più interne, anche se essa è soggetta ad ampie variazioni, fluttuando fra 100 cm−3 nelle zone più esterne fino a 106−8 cm−3 nella parte interna. Il gas in essa contenuto è in genere otticamente spesso, tuttavia l'alto valore del rapporto fra le righe HeII λ4686/Hβ induce a pensare che esistano anche nubi otticamente sottili, come prevedono alcuni modelli. Dalle righe di [SII] e di [OIII] si possono ottenere la densità e la temperatura degli elettroni, che sono rispettivamente nell'ordine di 103−104 cm−3 e 1-2×104 K. Il parametro di ionizzazione, definito come sopra, nella NLR vale circa 10−2. La presenza di polveri rende inoltre necessario correggere lo spettro per arrossamento. L'intensità delle righe della serie di Balmer è piuttosto vicina a quella teorica, dunque qualsiasi deviazione può essere attribuita al reddening. Il rapporto Hα/Hβ ad esempio deve valere circa 2,8, dunque è possibile calcolare
l'assorbimento noto il rapporto R fra l'intensità delle due righe:
{\displaystyle A_{v}\simeq 6,8\times \log _{10}{\frac {R}{2,8}}}
In generale la NLR può essere suddivisa in due parti. La prima è la vera NLR, in cui la fotoionizzazione è dovuta esclusivamente alla sorgente centrale, e che presenta interazioni cinematiche con l'eventuale plasma radio-emittente. Le righe più intense che si osservano in questa regione sono il doppietto proibito di [OIII] λλ 5007, 4959, ma sono presenti anche altre righe proibite, come [NII] o [SII]. La regione più esterna invece è la Extended Emission Line Region (EELR), detta anche Extended Narrow Line Region (ENLR), in cui si trova il gas ionizzato esterno alla NLR, e i cui moti sono più simili a quelli del disco galattico. Le emissioni della EELR potrebbero essere dovute al mezzo interstellare fotoionizzato dal nucleo galattico attivo centrale, ma in alcuni casi anche a stelle calde di tipo spettrale OB. 
Tale regione nelle Seyfert appare spesso confinata in una struttura a doppio cono centrata sul nucleo, detta cono di ionizzazione. L'esistenza di questo cono è dovuta alla presenza del toro equatoriale attorno alla sorgente centrale ed alla BLR. La radiazione emanata dal nucleo galattico attivo è isotropa, tuttavia il toro e la presenza di polveri fanno sì che essa non sia più completamente uniforme, dando origine a variazioni nei gradi di ionizzazione delle diverse parti della EELR. Un'emissione estesa nella banda dei raggi X soffici coincide morfologicamente con la NLR in gran parte delle galassie di Seyfert oscurate, suggerendo un'origine comune sotto forma di gas fotoionizzato dal nucleo.
I fotoni ad alta energia riescono a penetrare a fondo nelle nubi, ionizzando parzialmente i gas neutri, ma anche i grani di polvere presenti nei coni, e fornendo così un gran numero di elettroni di alta energia cinetica. A causa della pressione di radiazione si formano anche dei venti che trasportano la materia verso le regioni più esterne della Seyfert. A conferma di ciò, si osserva che le righe della NLR presentano una asimmetria: le loro ali infatti sono leggermente estese verso la regione blu dello spettro (blueshift), il che indica un flusso di materia in uscita dalla galassia e in avvicinamento lungo la linea di vista. In generale il flusso dal lato opposto della galassia, che dovrebbe apparire spostato verso il rosso, è invisibile a causa delle polveri, tuttavia, nelle Seyfert che presentano doppie o triple sorgenti radio, è possibile vedere nelle vicinanze dei radiolobi anche questo redshift. In tali oggetti le righe appaiono allargate alla base e al centro fino a FWHM pari a 1000 km/s. 
Alcune Seyfert, come si è già accennato, mostrano anche attività radio. In questo caso le emissioni della NLR sono strettamente correlate con tale attività, con righe più intense provenienti dai getti o dalle regioni che circondano i radiolobi. Gli studi spettroscopici mostrano delle FWHM elevate per queste emissioni, il che indica una notevole interazione dinamica del gas ionizzato con le strutture radio-emittenti. Si noti che le EELR invece non mostrano alcuna interazione con le emissioni radio. I grani di polvere contenuti nei coni possono anche comportarsi come degli specchi, a causa della loro grande sezione d'urto. I fotoni vengono infatti deflessi, e in questo modo è possibile vedere regioni che altrimenti sarebbero oscurate. L'esistenza di questo effetto si può desumere dalla presenza di polarizzazione lineare della luce proveniente dalla NLR.
Anche gli elettroni ad alta temperatura possono polarizzare la radiazione del nucleo galattico attivo attraverso lo scattering Thomson, sebbene siano molto meno efficienti dei grani di polvere, e nubi con una profondità ottica Thomson abbastanza grande sono estremamente rare a grandi distanze dalle zone più interne.